# Albarossa
Albarossa ist eine Rotweinsorte, die 1938 von Giovanni Dalmasso am Istituto Sperimentale per la Viticoltura in Conegliano in der Region Venetien gezüchtet wurde.

## Abstammung
Chatus (=Barbera di Dronero) × Barbera Nera.

## Ampelographische Sortenmerkmale
- Die Triebspitze ist offen.
- Die mittelgroßen Blätter sind fünflappig und wenig ausgeprägt gebuchtet (siehe auch den Artikel Blattform).
- Die pyramidalförmige Traube ist geschultert, mittelgroß und dichtbeerig. Die ovalen Beeren sind klein und von bläulich-violetter Farbe.

Reife: spät, reift ca. 30 Tage nach dem Gutedel

## Eigenschaften
Die wuchsstarke Sorte liefert konstant hohe Erträge.